# Маццанти, Давиде
Давиде Маццанти (итал. Davide Mazzanti, р. 15 октября 1976, Фано, провинция Пезаро-э-Урбино, область Марке, Италия) — итальянский волейбольный тренер. 

## Биография
В качестве игрока Давиде Маццанти выступал за команду серии С чемпионата Италии «Либертас Маротта». В 1997 по предложению технического директора мужской молодёжной сборной Италии Анджело Лоренцетти перешёл на тренерскую работу и в 1997—2002 возглавлял женские юниорские команды «Мондольфо» и «Маротта».
В 2002—2003 Маццанти был вторым тренером команды серии А2 «Корридония», а в 2004 на протяжении сезона работал главным тренером команды из Фальконары, выступавшей в серии В1. В 2005 вошёл в тренерский штаб женской сборной Италии в качестве ассистента Марко Бонитты, а после его отставки с 2006 по 2009 был вторым тренером при новом наставнике национальной команды страны, которым стал Массимо Барболини. За 5 лет в сборной был причастен к победам «скуадры адзурры» в чемпионатах Европы (2007 и 2009), в розыгрыше Кубка мира (2007), неоднократным призовым местам в Гран-при. Параллельно с этим продолжал тренерскую работу в клубах.
В 2007 Маццанти стал вторым тренером одной из сильнейших команд Италии — «Фоппапедретти» из Бергамо. В 2009—2010 возглавлял базовую команду юниорской сборной Италии — «Клуб Италия». В 2010 вернулся в Бергамо уже в качестве главного тренера «Фоппапедретти», в 2011 приведя команду к победе в чемпионате Италии. В 2012—2013 — тренер «Ребекки-Нордмекканики» из Пьяченцы.
В 2013—2014 вновь руководил командой «Клуб Италия» и одновременно в 2013 молодёжной сборной страны. Затем работал главным тренером «Поми» из Казальмаджоре (2014—2015) и «Имоко Воллей» из Конельяно (2015—2017), с которыми дважды выигрывал чемпионаты Италии.
В 2017—2023 Давиде Маццанти возглавлял женскую сборную Италии. Под его руководством главная национальная команда страны в 2017 выиграла «серебро» Гран-при, через год — серебряные медали чемпионата мира, в 2019 — «бронзу» чемпионата Европы, а в 2021 — «золото» континентального первенства, обыграв в финале хозяек чемпионата — волейболисток Сербии. 
В 2020—2021, продолжая работу в сборной Италии, Маццанти возглавлял команду серии А1 из Перуджи.

## Тренерская карьера
Маццанти работал наставником только женских команд.
- 1997—2001 — «Мондольфо» — главный тренер юниорской команды;
- 2001—2002 — «Маротта» — главный тренер юниорской команды;
- 2002—2004 — «Корридония» — серия А2 — главный тренер;
- 2004—2005 — «Стар Воллей» (Фальконара-Мариттима) — серия В1— главный тренер;
- 2005—2009 — женская сборная Италии — тренер;
- 2005—2006 — «Сантерамо» — серия А1— тренер;
- 2006—2007 — «Теодора» (Равенна) — серия В1 — главный тренер;
- 2007—2009 — «Фоппапедретти» (Бергамо) — серия А1 — тренер;
- 2009—2010 — «Клуб Италия» (Рим) — серия А2 — главный тренер;
- 2010—2012 — «Фоппапедретти» (Бергамо) — серия А1 — главный тренер;
- 2012—2013 — «Ребекки-Нордмекканика» (Пьяченца) — серия А1 — тренер;
- 2005—2009 — женская молодёжная сборная Италии — главный тренер;
- 2013—2014 — «Клуб Италия» (Рим) — серия В1 — главный тренер;
- 2014—2015 — «Поми» (Казальмаджоре) — серия А1 — главный тренер;
- 2015—2017 — «Имоко Воллей» (Конельяно) — серия А1 — главный тренер;
- 2017—2023 — женская сборная Италии — главный тренер;
- 2020—2021 — «Барточчини-Фортинфисси» (Перуджа) — серия А1 — главный тренер;
- с 2023 — «Трентино» (Тренто) — серии А1, А2 — главный тренер.

## Тренерские достижения
Со сборной Италии:
- серебряный (2018) и бронзовый (2022) призёр чемпионатов мира.
- серебряный призёр Мирового Гран-при 2017.
- чемпион Лиги наций 2022.
- чемпион Европы 2021;
  - бронзовый призёр чемпионата Европы 2019.

С клубами:
- 3-кратный чемпион Италии — 2011, 2015, 2016;
  - бронзовый призёр чемпионата Италии 2017.
- победитель розыгрыша Кубка Италии 2017;
  - серебряный призёр Кубка Италии 2011.
- двукратный победитель розыгрышей Суперкубка Италии — 2011, 2016.

- серебряный призёр Лиги чемпионов ЕКВ 2017.
- бронзовый призёр клубного чемпионата мира 2010.

## Семья
В 2012 году Давиде Маццанти заключил брак с волейболисткой сборной Италии Сереной Ортолани. 12 июля 2013 у семейной пары родилась дочь Гая.